# (55678) Lampos
(55678) Lampos (3291 T-1) – planetoida z grupy trojańczyków okrążająca Słońce w ciągu 11,91 lat w średniej odległości 5,21 j.a. Odkryta 26 marca 1971 roku.